# قاعده اقدام
طبق نظر اغلب علماء علم لغت، معنی اقدام، پیش رفتن در کاری یا به کاری دست زدن یا پا پیش گذاشتن در امری و پیشی کردن است. البته عده‌ای هم اقدام در جنگ را به معنی شجاعت و ترس نداشتن دانسته‌اند

## معنای اصطلاحی اقدام
از نظر علماء علم فقه اقدام قاعده‌ای است که طبق آن اگر کسی در مال خود اقدامی کند که به ضررش باشد، کس دیگری نسبت به این اقدام و به نفع او هیچ مسئولیت قهری یا مسئولیت مدنی نخواهد داشت. بنا بر این اگر مالک در عقد فاسدی مال را به خریدار تسلیم کند و به او اذن تصرف بدهد و پس از آن مال خود به خود یا توسط خریدار یا توسط شخص ثالثی که خریدار، مال را در اختیار وی قرار داده تلف شود، خریدار در مقابل مالک مسئولیتی نخواهد داشت. چرا که مالک از طریق اقباض (در اختیار مشتری گذاشتن) مال خود، به ضرر خود اقدام نموده است و قانون از چنین کسی حمایت نمی‌کند.